# 絕命保鑣 (電影)
《絕命保鑣》（英語：The Hard Corps）是一部2006年美國動作片，由薛爾頓·賴提執導並與喬治·桑德斯共同編劇，尚-克勞德·范·達美、薇薇卡·A·福克斯、拉薩克·阿都提和彼特·布萊恩特主演。劇情講述一名退伍軍人被找來擔任前重量級拳王的保鑣，以保護他遭到仇家的暗殺。電影在美國2006年8月15日以DVD首映發行。

## 劇情
美國大兵菲利浦·沙維其在伊拉克和阿富汗的一家退伍軍人醫院進行創傷後壓力症候群的減壓，等待康復。臭名昭著的饒舌歌手兼大老闆泰瑞爾·辛格利特從監獄提前假釋，企圖對害自己入獄的韋恩·巴克利展開報復。韋恩是名前重量級拳王，後來成為商人和社區領袖，他提供證據讓泰瑞爾得以遭檢察官起訴。韋恩的妹妹兼經紀人塔瑪拉憂心忡忡，讓同事坎達爾·穆林斯介紹了軍隊同袍克倫斯·包登來擔任安全主任，同時克倫斯則帶著沙維其一起勝任這份工作。
克倫斯和沙維其以俱樂部保安的身份開始第一次工作，泰瑞爾則派了一車人馬展開襲擊，儘管沙維其擊敗他們，但克倫斯陣亡。沙維其在葬禮後因持有自動武器而被狄格警探逮捕。將沙維其救出後，塔瑪拉將他搬進韋恩的宅邸，並聘請他擔任安全主任。沙維其堅持要自己找來的人擔任保鑣團，但韋恩強迫沙維其培訓他拳擊館的成員。沙維其請來同袍老將凱西·布萊蘇來訓練新兵。塔瑪拉顯然被沙維其迷住，但沙維其毫無興趣，韋恩對此感到憂心。狄格警探告訴韋恩，沙維其曾在伊拉克屠殺孩童，是個不定時炸彈。
泰瑞爾派人利用韋恩女友莉迪亞來引出韋恩；擔心塔瑪拉反對，使韋恩試圖偷偷溜出去見她莉迪亞，沙維其逮住了他並堅持同行。沙維其在檢查一條小巷時，另一名保鑣「庫久」發現了混混小隊的到來。經過一番搏鬥，韋恩的手下設法制服了混混們並將他們交給警察。
第二天，沙維其試圖勸阻韋恩不要在體育館開幕式上發表演講，這讓韋恩感到憤怒。當他們在人群中看到一個可疑的人時，沙維其命令保鑣們將其拿下，引起騷亂。那個男人只是伸手去拿他的手機，韋恩對這場誤會感到不滿。沙維其退出並堅持與韋恩交手以證明他的方法合理。塔瑪拉衝了出去，索瓦奇派了女保鑣潔絲陪同她。沙維其與韋恩在拳擊館展開搏鬥，中途他們得知塔瑪拉被抓走。狄格警探懷疑地問他們是否聽說過關於塔瑪拉的事情，但他們說出來並懷疑起狄格。
在車上，沙維其和韋恩討論了伊拉克事件的真相以及泰瑞爾和韋恩的過去。莉迪亞打電話並堅持讓韋恩單獨來看她，韋恩前來後碰見了狄格警探，原來對方一職在為泰瑞爾工作。分開行動的沙維其切斷了電源，和保鑣團闖入並逮捕了狄格警探和泰瑞爾的混混手下。他們得知塔瑪拉在泰瑞爾家。
韋恩和穆林斯冒充泰瑞爾的混混進入他的大門並與泰瑞爾對峙。沙維其和布萊蘇找到塔瑪拉並保護她離開房子；狄格警探被泰瑞爾殺死後，韋恩和穆林斯與泰瑞爾及其手下交火。泰瑞爾在與韋恩獨自對決中被一輛車子壓死，沙維其則擊敗了泰瑞爾的一名左右手。沙維其被泰瑞爾的槍擊中身體但防彈衣保護了他。事後，警方和救護人員到達清理現場，韋恩接受了塔瑪拉和沙維其的關係，使塔瑪拉和沙維其相吻。

## 演員
- 尚-克勞德·范·達美飾演菲利浦·沙維其（Phillip Sauvage）
- 薇薇卡·A·福克斯飾演塔瑪拉·巴克利（Tamara Barclay）
- 拉薩克·阿都提（英语：Razaaq Adoti）飾演韋恩·巴克利（Wayne Barclay）
- 彼特·布萊恩特（英语：Peter James Bryant）飾演坎達爾·穆林斯（Kendall Mullins）
- 羅恩·博蒂塔（Ron Bottitta）飾演狄格警探（Detective Teague）
- 維夫·李考克（Viv Leacock）飾演泰瑞爾·辛格利特（Terrell Singletery）
- 亞卓安·荷摩斯（英语：Adrian Holmes）飾演「庫久」（'Cujo'）
- 馬克·格里芬（英语：Mark Griffin (actor)）飾演凱西·布萊蘇（Casey Bledsoe）
- 朱利安·克里斯多夫（英语：Julian Christopher）飾演克倫斯·包登（Clarence Bowden）

## 製作和發行
電影在加拿大不列顛哥倫比亞省溫哥華進行主要拍攝。在美國，索尼影業家庭娛樂將電影定於2006年8月15日以DVD首映發行。

## 外部連結
- 互联网电影数据库（IMDb）上《絕命保鑣》的资料（英文）
- 爛番茄上《絕命保鑣》的資料（英文）